# Jorge Alcibíades García Lara
Jorge Alcibíades García Lara (Baja California, 5 de agosto de 1969) es un político mexicano que actualmente ocupa el cargo de diputado federal, miembro del partido Movimiento Ciudadano.

## Reseña biográfica
Jorge Alcibíades García Lara es licenciado en Derecho, dedicándose al ejercicio de su profesión y en varias empresas de la iniciativa privada.
Fue elegido diputado federal por la vía de la representación proporcional a la LXIV Legislatura de 2018 a 2021, formando parte del grupo parlamentario de Movimiento Ciudadano. Es secretario de la comisión de Infraestructura; e integrante de la comisión de Radio y Televisión, y de la comisión de Vivienda.

### Contagio por COVID-19
El 25 de marzo de 2020 su grupo parlamentario anunció que había sido diagnosticado con la enfermedad por coronavirus, convirtiéndose de esta manera en el primer diputado federal afectado por la pandemia en México. De forma posterior, manifestó que al acudir a recibir atención médica por sintomatía atribuible a la enfermedad por coronavirus, habría sido diagnosticado inicialmente con influenza; cuestionando por ello los protocolos de diagnóstico.